# جواد هیئت
جواد هیئت (۳ خرداد ۱۳۰۴ تبریز – ۲۱ مرداد ۱۳۹۳ باکو) روزنامه‌نگار، جراح و نویسنده اهل ایران بود. او مجله وارلیق را در ۱۹۷۹ تأسیس کرد.

## زندگی‌نامه
او فرزند میرزا علی هیئت، مجتهد و رئیس سابق دیوان کشور بود. فلسفه اینکه نام‌خانوادگی وی هیئت است، به نقل از خودش «همین است که مرحوم پدرم، فتوای مشروطه را در راس هیئتی از نجف به ایران آوردند و پیامی را که از طرف آیت‌ا…العظمی آخوند خراسانی، صادر شده بود، با اقدامات مؤثر به مرحله اجرا درآوردند.» در سال ۱۳۰۴ در تبریز به دنیا آمد. تحصیلات ابتدایی را در تبریز و متوسطه را در مدرسه نظام و دو سال اول رشته پزشکی را در دانشگاه تهران گذراند سپس به استانبول رفت و پس از اخذ دکترای پزشکی، دوره تخصصی جراحی را در استانبول و پاریس به پایان رساند و در سال ۱۳۳۱ به ایران بازگشت. در مدت ۴۸ سال طبابت و جراحی در تهران، به تدریس و تألیف کتاب‌ها و مقالات جراحی پرداخت و در فاصله سال‌های ۵۵–۱۳۴۳، مجله دانش پزشکی را منتشر کرد. (در این مجله بیش از پنجاه مقاله علمی به قلم او چاپ شده‌است). در کنار جراحی عمومی، جراحی قلب را آغاز کرد و در سال ۱۳۴۱ برای اولین بار در ایران موفق به انجام جراحی قلب باز شد. در سال ۱۳۴۷ اولین عمل پیوند کلیه را در تهران و اولین پیوند قلب سگ‌ها را در ایران با موفقیت انجام داد.

«عظمت ایران را از هر چیزی عزیزتر می دانیم.»

جواد هیئت
وی ابتدا روی سگ‌ها ماشین قلب و ریه مصنوعی را به کار گرفت و بعد از عمل جراحی روی ۲۵ سگ در بیمارستان شهربانی این ماشین را در جراحی قلب انسان با موفقیت به کار برد. از سال ۱۳۴۲ به نمایندگی ایران در «انجمن بین‌المللی جراحی» و از سال ۱۳۶۲ به عضویت «آکادمی جراحی پاریس» انتخاب شد. تاکنون بیش از ۲۵ مقاله و سخنرانی از او در کنگره‌های بین‌المللی جراحی به زبان‌های فرانسه، انگلیسی در مجلات معتبر پزشکی خارجی چاپ شده‌است. هیئت از نخستین پزشکانی بود که در ایران عمل جراحی قفسه صدری بر ریه انجام داد.
هیئت در کنار مطالعات و تألیفات پزشکی در ترک‌شناسی و جامعه شناسی نیز صاحب نظر بود. او بعد از انقلاب اسلامی با همکاری چند نفر از همفکران خود، مانند شاعر ساوالان مجله وارلیق را به زبان‌های ترکی و فارسی منتشر نمود.

## آثار
از هفت جلد کتاب دربارهٔ ترک‌شناسی پنج جلد آن در باکو و یک جلد (نگاهی به تاریخ و فرهنگ ترکان) در آنکارا ازطرف وزارت فرهنگ به ترکی استانبولی به چاپ رسیده‌است.
هیئت از طرف دانشگاه‌های استانبول، باکو و نخجوان عناوین دکترای افتخاری و پروفسوری دریافت نموده‌است. او متأهل و دارای پنج دختر بود که دو دخترش پزشک شدند.
- سیری در تاریخ زبان و لهجه‌های ترکی (۱۳۶۵)
- ترومبوز و فلبیت و درمان آن (۱۳۳۵)
- نگاهی به تاریخ ادبیات آذربایجان (دوجلد)
- مقایسه اللغتین مقایسه فارسی و ترکی (۱۳۶۲)
- زبان و ادبیات ترکی آذربایجان در قرن بیستم (گزارش به ترکی استانبولی در چهارمین کنگره بین‌المللی تورکولوژی - استانبول ۱۳۶۴)
- نگاهی به تاریخ و فرهنگ ترکان (۱۳۶۵)
- آذربایجان شفاهی خلق ادبیاتی (۱۳۶۷)
- ادبیات شناسلیق (۱۳۷۴)
- خلاصه تاریخ فلسفه غرب

## مرگ
وی روز دوازدهم اوت ۲۰۱۴ در بیمارستانی بنام کلینیک مرکزی در باکو درگذشت.